# Xã Wilson, Quận Ellsworth, Kansas
Xã Wilson (tiếng Anh: Wilson Township) là một xã thuộc quận Ellsworth, tiểu bang Kansas, Hoa Kỳ. Năm 2010, dân số của xã này là 876 người.